# Чутирська вузькоколійна залізниця
Чути́рська ву́зькоколі́йна залізни́ця (рос. Чутырьская узкоколейная железная дорога) — вузькоколійна залізниця, що функціонувала в другій половині XX століття на території Ігринського та Якшур-Бодьїнського районів Удмуртії, Росія.
За даними Міністерства лісової промисловості СРСР, перша ділянка залізниці була відкрита в 1949 році, назвали через сусіднє село Чутир Ігринського району. Вона належала Пастуховському ліспромгоспу. На лініях залізниці були збудовані лісові селища 113-й квартал, 131-й квартал та 147-й квартал.
Залізниця проіснувала 15-20 років і була закрита. Остаточно була розібрана в 1970-их роках. Лісові селища були ліквідовані — найдовше проіснувало село 131-й лісоучасток.